# アナと世界の終わり
『アナと世界の終わり』（アナとせかいのおわり、Anna and the Apocalypse）は2017年のイギリスのミュージカル映画。監督はジョン・マクフェール、主演はエラ・ハントが務めた。本作は2010年に公開された短編映画『Zombie Musical』を長編映画化したものである。

## ストーリー
クリスマスの日、リトル・ヘイヴンに突如としてゾンビの集団が襲来し、平穏な町が一瞬のうちに地獄絵図と化してしまった。本作はアナとその友人たちが生き延びるためにゾンビと戦う姿をミュージカルとして描き出した作品である。

## キャスト
括弧内は日本語吹替キャスト。
- アナ・シェパード: エラ・ハント（英語版）（小清水亜美[5]）
- ジョン: マルコム・カミング（広瀬裕也[5]）
- ステフ・ノース: サラ・スワイヤー（三瓶由布子[5]）
- クリス・ワイズ: クリストファー・ルヴォー（下川涼[5]）
- ニック: ベン・ウィギンズ（沢城千春[5]）
- リサ: マーリ・シウ（英語版）（飯田里穂[5]）
- トニー・シェパード: マーク・ベントン（英語版）（高宮俊介[5]）
- アーサー・サヴェージ: ポール・ケイ（英語版）（うえだゆうじ[5]）
- サンタクロース: カラム・コーマック
- ジェイク: ユアン・ベネット
- グレアム: ショーン・コナー
- ミセス・ヒンツマン: ジャネット・ローソン
- ミス・ライト: カースティ・ストレイン（英語版）
- ケイティ: エラ・ジャーヴァイス

## 公開・興行収入
2017年9月22日、本作はファンタスティック・フェストでプレミア上映された。10月5日、シッチェス・カタロニア国際映画祭で本作の上映が行われた。2018年1月10日、オライオン・ピクチャーズが本作の全米配給権を獲得したと報じられた。
2018年11月30日、本作は全米5館で限定公開され、公開初週末に5万2588ドル（1館当たり1万518ドル）を稼ぎ出し、週末興行収入ランキング初登場4位となった。

## 評価
本作は批評家から好意的に評価されている。映画批評集積サイトのRotten Tomatoesには100件のレビューがあり、批評家支持率は79%、平均点は10点満点で6.8点となっている。サイト側による批評家の見解の要約は「ゾンビの群れというジャンルにおいて、『アナと世界の終わり』は新しい切り口を見出した。魅力的なキャラクターのお陰で、ミュージカルとゾンビを面白く融合できている。」となっている。また、Metacriticには26件のレビューがあり、加重平均値は63/100となっている。